# Wählergemeinschaft für Kinder, Jugend und Familie
Die Wählergemeinschaft für Kinder, Jugend und Familie ist eine zugehörigkeitslose Wählervereinigung, die seit mehreren Wahlperioden im Kreistag des Landkreises Görlitz vertreten ist.

## Wahlen
| Jahr | Ergebnis | Ergebnis | Sitze |
| Jahr | Stimmen  | in %     | Sitze |
| ---- | -------- | -------- | ----- |
| 2014 | 5749     | 2,9 %    | 2/86  |
| 2019 | 9992     | 2,7 %    | 2/86  |
| 2024 | 7317     | 1,9 %    | 2/86  |

Die KJiK gibt nach der Wahl 2024 an, seit vier Wahlperioden im Kreistag vertreten zu sein.
| Ort                       | Jahr | Ergebnis | Ergebnis | Sitze |
| Ort                       | Jahr | Stimmen  | in %     | Sitze |
| ------------------------- | ---- | -------- | -------- | ----- |
| Weißwasser/O.L. Běła Woda | 2024 | 1012     | 4,9 %    | 1/22  |
| Weißwasser/O.L. Běła Woda | 2019 | 1321     | 6,5 %    | 1/22  |
| Weißwasser/O.L. Běła Woda | 2014 | 1003     | 6,2 %    | 1/22  |

## Belege
1. ↑  Referat Kommunikation und Öffentlichkeitsarbeit: Wahlergebnisse - Wahlen - sachsen.de. Abgerufen am 10. Juli 2024.
2. ↑  Referat Kommunikation und Öffentlichkeitsarbeit: Wahlergebnisse - Wahlen - sachsen.de. Abgerufen am 10. Juli 2024.
3. ↑  Referat Kommunikation und Öffentlichkeitsarbeit: Wahlergebnisse - Wahlen - sachsen.de. Abgerufen am 10. Juli 2024.